# Mimosa longicaulis
Mimosa longicaulis är en ärtväxtart som beskrevs av Adolpho Ducke. Mimosa longicaulis ingår i släktet mimosor, och familjen ärtväxter. Inga underarter finns listade i Catalogue of Life.